# امپراتوری درون
امپراتوری درون (به انگلیسی: Inland Empire) فیلمی تجربی در ژانر دلهره‌آور روان‌شناختی به کارگردانی دیوید لینچ کارگردان آمریکایی محصول سال ۲۰۰۶ است. فیلم‌برداری این فیلم سوررئال دو سال و نیم طول کشید و کاملاً با دوربین دیجیتال فیلم‌برداری شده‌ است.

## داستان
اگر بخواهیم روند این فیلم پیچیده را که بر اساس آن فیلم‌ساز این پازل پیچیده، به اسم امپراتوری درون را شکل داده است، بگوییم، شاید نزدیک‌ترین جریان اینگونه است که شخصیت محوری فیلم زنیست به اسم نیکی گریس. نیکی در اصل هنرپیشه است و در فیلم با توجه به صحبت‌های کارگردان فیلمی که برای آن انتخاب شده است، مدتیست که از دوران اوج بازیگری خود فاصله گرفته است و بازی در این فیلم می‌تواند دوباره او را به اوج برگرداند‌. همسر نیکی هم بازیگر است ولی در این فیلم نقشی به او واگذار نشده است. آن‌ها از طبقه مرفه جامعه هستند و در یک خانه بزرگ و زیبا و با خدمتکاران زیادی زندگی می‌کنند. شوهر نیکی مرد عجیبی‌ست و در یک مهمانی که در خانه آن‌ها برگزار می‌شود، به مرد بازیگر مقابل همسرش هشدار می‌دهد تعهد به ازدواج بسیار برای خانواده او مهم است و او را از عواقب عبور از این مرزها آگاه می‌کند.
نیکی برای بازی نقش اول در فیلمی به نام «پشت فرداهای غم‌انگیز» در هالیوود دعوت می‌شود. این فیلم در اصل یک بازسازی است از فیلمی دیگر که هرگز تمام نشده است؛ به این علت که اتفاق عجیبی حین فیلم‌برداری از بازیگران می‌افتد، دو بازیگر اصلی (لهستانی) به طرز مشکوکی به قتل می‌رسند. چیزی که به کارگردان و بقیه راجع به آن فیلم و اتفاقاتی که درون فیلم افتاده است گفته می‌شود، این است که آن فیلم بر اساس یک داستان عامیانه لهستانی، نوشته شده و گفته شده است «این داستان نفرین شده» است (به زبان آلمانی).
وقتی کارگردان به نیکی و بازیگر مرد اصلی مقابلش به اسم دون می‌گوید که موضوع از این قرار است و آن دو بازیگر به قتل رسیدند و عنوان شده این قصه نفرین شده است، نیکی و دون هر دو شوکه می‌شوند و می‌گویند از این موضوع هیچ خبری نداشتند. کارگردان ادعا می‌کند که خودش هم از این موضوع بی‌خبر بوده است و تهیه‌کننده‌ها موضوع را به او نگفته‌اند.
نکته‌ای که خیلی اهمیت دارد، این است که قصه فیلم «بر فراز و فردای آبی» خیلی شبیه به زندگی واقعی نیکی و دون است.
داستان فیلم بر «فراز و فردای آبی» نیز راجع به ارتباط دو نفر است به اسم سوزان و بیلی که هر دو متأهل هستند و با هم آشنا شده‌اند و این آشنایی آن‌ها باعث شده که کم‌کم تعهدات زناشویی خود را کنار گذاشته، باهم همبستر شوند و به همسرانشان خیانت کنند و در ادامه زن بیلی از موضوع با خبر شده و تصمیم می‌گیرد سوزان را بکشد.
داستان زندگی نیکی و دون که در نقش‌های سوزان و بیلی در فیلم «بر فراز و فردای آبی» بازی می‌کنند، شباهت زیادی به زندگی واقعی خود آن‌ها دارد. نیکی و دون نیز مانند فیلم هر دو متأهل هستند و این فیلم شرایطی را مهیا می‌کند که نیکی نیز به شوهر خود خیانت کند و با دون، بازیگر مقابلش، همبستر شود. اگر سکس نیکی و دون را یک نقطه مشترک فرض کنیم که هم در فیلم اتفاق می‌افتد و هم در زندگی واقعی آن‌ها، زمانی است که اتفاقات عجیب دوباره شروع می‌شود و انگار دوباره «نفرین» شکل گرفته و ما به‌صورتی پیچیده از نگاه نیکی وارد دنیای تودرتویی می‌شویم که در اصل تعریف سینمایی لینچ از کلمه نفرین یا بودن در دنیای نفرین‌شده است و ما همراه با نیکی گذشته، حال و آینده خود نیکی و حتی بازیگر زن لهستانی فیلم که به قتل رسیده است، همراه با «تعریف‌های منحصربه‌فرد سینمایی لینچ» (مانند آن صحنه تئاتر خرگوش‌ها) را می‌بینیم و تنها چیز مشترکی که در همه جا هست، دری‌ست که روی آن نوشته شده AxxNn و رد شدن هر بار از این درها، رفت و برگشت به دنیای متفاوتی‌ست که نیکی گریس در آن اسیر شده و برای رهایی از آن راهی نیست جز «شکستن این نفرین». ما در عمده فیلم درون دنیایی قرار داریم که روند منطقی زمانی فیلم به طرز وحشتناکی شکسته شده و گذشته و آینده نیکی و دیگران به‌طور بی‌اساسی پشت سر هم قرار می‌گیرد و تنها چیز مشترکی که این‌ها را به هم ربط می‌دهد، روش شکستن یک نفرین قدیمی از نگاه لینچ است.
فیلم‌برداری فیلم «بر فراز و فردای آبی» شروع می‌شود. ما در حین اینکه قسمت‌هایی از بازی نیکی و دون را در سکانس‌هایی از فیلم می‌بینیم، در پشت صحنه شاهد صمیمی‌تر شدن نیکی و دون نیز هستیم. اتفاقی که در فیلم هم به همین صورت پیش می‌رود؛ تا جایی که در صحنه‌ای هنگامی که نیکی با دون در حال صحبت است و به دون می‌گوید که شوهرش متوجه رابطه او با دون شده، ناگهان شوکه شده و می‌گوید: «لعنتی! انگار این حرف‌هایی که زدم، از روی فیلم‌نامه خودمون بود.» (فیلم‌نامه «بر فراز و فردای آبی») و وقتی کارگردان از پشت صحنه می‌گوید که چرا صحنه متوقف شد، ما نیکی را می‌بینیم که شوکه شده و در اصل اینجا نقطه ابتدایی است که زندگی نیکی و فیلمی که در آن بازی می‌کند، با هم یکی می‌شوند و اولین حالات عجیب نیکی را می‌بینیم که شروع اتفاقات بدتری است. در ادامه، وقتی نیکی با دون سکس می‌کند، دیگر همه چیز به هم می‌ریزد و به قول خود نیکی در فیلم «همه این قصه شروع می‌کند به فرو ریختن». اتفاقی که به‌طور واقعی می‌توان متصور شد، این است که فیلم‌برداری فیلم ادامه پیدا می‌کند اما از این قسمت به بعد، ما شاهد حالات روان‌پریش نیکی در حین فیلم‌برداری هستیم و انگار او در یک دنیای دیگر است و ما این قسمت را نمی‌بینیم و به‌جای آن با نیکی وارد همان دنیای عجیبی می‌شویم که نیکی در آن گیر کرده و می‌خواهد درون این دنیای عجیب، گذشته خود را به یاد بیاورد اما او حتی نمی‌داند گذشته‌اش کی بوده و به قول خود نیکی: «من نمی‌دانم این جایی که هستم، دیروز، فردا یا امروز است». در اولین ورود نیکی به این دنیای نفرین‌شده که او در آن اسیر شده، ما نیکی را می‌بینیم که به جلوی در استودیو می‌آید. روی در نوشته شده AxxNn. او با گذشتن از این در، خودش را در اولین روز تمرین می‌بیند که با دون و کارگردان و دستیارش نشسته‌اند و در حال تمرین هستند. دستیار کارگردان صدایی می‌شنود و دون دنبال صدا می‌رود و نیکی را تعقیب می‌کند. نیکی از دری که در اصل دکور خانه اسمیتی است می‌گذرد و وارد خانه می‌شود. وقتی دون به پشت شیشه پنجره دکور که نیکی داخل آن رفت، می‌رسد، نیکی از داخل به شیشه می‌زند اما دون هیچ چیزی نمی‌بیند. نیکی می‌آید که بیرون برود. در قفل است و نیکی مدتی هست که درون این دنیا گیر افتاده است و وقتی دوباره به بیرون پنجره نگاه می‌کند، فضای دیگری را با بهت می‌بیند. وقتی به سمت در می‌رود، اینبار در باز است و نیکی از در بیرون می‌رود و با بهت به فضای بیرون که کاملاً با آن ناآشناست، نگاه می‌کند و وقتی دوباره به خانه برمی‌گردد، به سمت داخل خانه حرکت می‌کند و بعد اتاق خوابی را می‌بیند که با دون سکس داشتند و در ادامه همسرش را می‌بیند که تنها روی تخت می‌خوابد که در اصل می‌خواهد نشان دهد که همسرش از موضوع رابطه او با دون خبر داشته است. نیکی دیگر نه تنها درون این دنیا گیر افتاده است، بلکه حسی توأم با عذاب وجدان نیز اسیر شده است. او به آباژور نگاه می‌کند و با روشن و خاموش شدن آن وارد محیط دیگری می‌شود. زن‌هایی را می‌بیند که همگی به نیکی که در اصل تازه‌وارد است، نگاه می‌کنند و یکی از آن‌ها به نیکی می‌گوید: «یه مردی بود که یه موقع می‌شناختمش.» یکی دیگر می‌گوید: «اون مرد اون کارو کرد. اون کار کوچولوی لرزونک» اما هیچ‌یک از این زن‌ها احساس بدی نسبت به کاری که کرده‌اند، ندارند؛ چون در اصل این‌ها زنان خرابی هستند که به نیکی می‌گویند تو داری خواب می‌بینی. نیکی دستش را جلوی چشمش می‌گیرد. وقتی دستش را برمی‌دارد، وارد محیط دیگری می‌شود که در اصل لهستان است نیکی چشمش را می‌بنند و با پلان گرامافون ارتباط بین نیکی و بازیگر زن لهستانی که در فیلم قدیمی به قتل رسیده است، برقرار می‌شود.
پلان چرخش گرامافون و دیدن تصویر بازیگر زن قدیمی لهستانی و نیکی در اصل نشان‌دهنده اسیر بودن این دو زن درون این دنیای عجیب است و چرخش حد بر روی فضای گرد گرامافون اسیر بودن درون یک دایره بسته را نشان می‌دهد. بازیگر زن لهستانی در همان پلان به نیکی می‌گوید: «می‌خوای که ببینی، لازم نیست نگران چیزی باشی» و صحبت کردن بازیگر زن لهستانی با نیکی به زبان انگلیسی نشان‌دهنده این است که این تصاویر در ذهن نیکی به صورتی فراتر از واقعیت (سوررئال) شکل می‌گیرد؛ وگرنه در واقعیت بازیگر زن لهستانی می‌بایست به زبان لهستانی با نیکی حرف می‌زد. بعد به نیکی یک روش یاد می‌دهد که با آن می‌تواند زندگی خودش (بازیگر زن لهستانی) را نیکی ببیند و ببیند که چه اتفاقی برای او افتاده است. او سیگاری را برمی‌دارد و با آن پارچه‌ای را سوراخ می‌کند و از نیکی می‌خواهد که از این سوراخ اتفاقاتی که برای او افتاده است را ببیند و دوباره نیکی به اتاقی که آن زن‌ها در آن قرار دارند برمی‌گردد. دو نفر از آن زن‌ها به نیکی بیرون پنجره را نشان می‌دهند. نیکی به بیرون نگاه می‌کند. نیکی دوباره خاطراتی را بیاد می‌آورد که اتفاقاً مربوط به گذشته خودش است او خودش و همسرش را می‌بیند که در اتاق خواب خواب هستند. صبح آن روز نیکی دارد برای شوهرش صبحانه درست می‌کند و زندگی خسته‌کننده و نسبتاً فقیرانه‌ای دارند. در ادامه نیکی را می‌بینیم که ساعتی را دستش می‌کند و با سیگار سوراخی در پیرهنی ایجاد می‌کند.
بعد تصویر ساعت مچی را می‌بینیم که به عقب بر می‌گردد و این نشانه آن است که ما می‌خواهیم اتفاقاتی را که در گذشته دور برای بازیگر زن لهستانی فیلم افتاده است، ببینیم. نیکی از سوراخ ایجادشده در پیراهن نگاه می‌کند و ما با نیکی وارد لهستان می‌شویم تا ببینیم چه اتفاقی برای بازیگران لهستانی فیلم افتاده. شوهر زن بازیگر لهستانی فیلم را می‌بینیم که به او می‌گوید که از اتفاقاتی که افتاده و رابطه او با بازیگر مرد فیلم باخبر است و زنش را کتک می‌زند در ادامه صحنه تئاتر را می‌بینیم که همه چیز قرمز می‌شود و یکی از خرگوش‌ها دو شعم روشن می‌آورد که این نشانه آن است که دو بازیگر زن و مرد لهستانی هر دو به قتل رسیدند و یکی از خرگوش‌ها در صحنه بعد روی صندلی قرار می‌گیرد و تبدیل به مردی عینکی می‌شود که بعداً قرار است نیکی آنجا بیاید و اعتراف کند و در اصل این دایره بسته نفرین نشکند. نیکی به آن اتاق می‌آید و به آن شخص عینکی می‌گوید که: «من می‌دونم برای چی اینجام. یه جنایت لعنتی که پای منو کشونده اینجا. خب من بهت می‌گم و تو می‌تونی به من کمک کنی» و این اشتباه نیکی است که فکر می‌کند آن شخص می‌تواند کمکش کند. بعد به آن مرد عینکی میگوید: «یه مردی بود که یه موقع مشناختمش. اسمش بود… مهم نیست اسمش چی بود» که در اصل دارد به همسرش اشاره می‌کند و بعد ادامه می‌دهد و می‌گوید: «اون مرد تغییر کرد… این مرد یک چیزی رو فاش می‌کنه» در اصل، منظورش این است که شوهرش پی می‌برد که او (نیکی) به او خیانت کرده و ادامه می‌دهد و اعتراف می‌کند که همسرش از رابطه او با دون باخبر شده بوده و تصمیم داشته نیکی را بکشد و نیکی هنگامی که شوهرش می‌خواسته او را بکشد، از خودش دفاع می‌کند و شوهرش را به قتل می‌رساند.
در ادامه، نیکی دوباره در همان اتاق پیش زن‌هاست و آن زن‌ها به نیکی می‌گویند که ما امشب این حس بد را از بین می‌بریم و همان شب شروع می‌کنند به رقصیدن و بعد یاد صحنه شام با شوهرش می‌افتد، شوهر نیکی به او می‌گوید «حالا تو پولداری» که نشان می‌دهد در آن موقع نیکی برای بازی در فیلم انتخاب شده بوده. بعد نیکی به شوهرش می‌گوید «من حامله‌ام» و شوهرش از او می‌خواهد که بچه را بندازد که نشان می‌دهد چقدر شوهرش بی‌مسئولیت است و چقدر نیکی با او مشکل داشته و وقتی یک شب که شوهرش خواب است و نیکی یواشکی پای تلفن می‌آید تا به دون زنگ بزند، تلفن در سمت مقابل در صحنه تئاتر زنگ می‌خورد که نشان می‌دهد چگونه نیکی اسیر این نفرین می‌شود. بعد دوباره صحنه اعتراف نیکی پیش آن مرد عینکی را می‌بینیم که در اصل نشان می‌دهد نیکی تا وقتی خاطراتش را برای آن مرد عینکی تعریف می‌کند، درون این دنیای نفرین‌شده باقی خواهد ماند و برای آن مرد عینکی تعریف می‌کند که چجوری شوهرش را کشت و آن مرد عینکی به او می‌گوید: «شما در واقع با یه مرد دیگه رابطه داشتید» که این حرف نشان می‌دهد آن مرد از تمام داستان باخبر است و نیکی واسه رهایی از این وضعیت نباید آنجا بشیند و خاطراتش را برای او تعریف کند؛ چون در اینصورت از این نفرین رهایی پیدا نمی‌کند و نیکی در جواب حرف آن مرد عینکی می‌گوید: «خوابیدن با مردها برای یه نوشیدنی مسئله بزرگی نیست» که نشان می‌دهد نیکی هم به خیانتش اعتراف می‌کند و هم برای این کار از نظر خودش دلیل قانع‌کننده‌ای دارد و بعد می‌گوید: «فقط یک نفر بود که دوست‌داشتنی بود» که نشان می‌دهد رابطه نیکی با دون رابطه عمیقی بوده و در ادامه توضیح می‌دهد که چطور شد که با دون (بیلی فیلم) رابطه‌اش صمیمی‌تر شد و در ادامه بازیگر زن لهستانی را می‌بینیم که بعد از دعا کردن با چاقویی وارد آپارتمانی می‌شود و زنی را می‌کشد که آن زن در اصل کسی نیست جر همسر دون که تصمیم داشت نیکی را به‌خاطر رابطه عمیقش با دون بکشد و بازیگر زن لهستانی او را با پیچگوشتی می‌کشد.
این اتفاق‌ها تماماً درون یک دنیای سوررئال رخ نمی‌دهند؛ چرا که پیامد این کار در دنیای واقعی نیر هست و ما همسر دون را می‌بینیم که پیچگوشتی در شکمش رفته است و به قول خودش شخصی را دیده که او را هیپنوتیزم کرده و او را از هدف پلیدش یعنی قتل نیکی در دنیای واقعی بازداشته و ما در ادامه می‌بینیم که بازیگر مرد لهستانی نیز به قتل رسیده است.
در ادامه، سه محور داستانی فیلم یعنی فیلم «بر فراز و فردای آبی»، زندگی واقعی نیکی و دنیای آشفته‌ای که در آن قرار دارد و چیزهایی را که در آن دنیا می‌بیند به‌طور پیچیده‌ای در هم آمیخته می‌شوند و نیکی نمی‌داند که از کجا وارد این قصه شده و و الان در کجای زمان است؛ آینده است یا حال و فیلمساز هم تمایلی برای نشان دادن این‌ها ندارد و تنها چیز که نیکی فهمیده است، این است که باید حرکت کند و از این دنیای آشفته بیرون بیاید. صحنه‌ای از فیلم «بر فراز و فردای آبی» را می‌بینیم که نیکی که نقش سوزان را بازی می‌کند. به منزل بیلی می‌آید و با همسر و بچه‌های بیلی مواجه می‌شود. سوزان به بیلی می‌گوید که عاشق اوست و این موضوع باعث عصبانیت همسر بیلی می‌شود و سیلی در گوش سوزان می‌زند اما به نظر می‌رسد هیچ عاملی سوزان را نمی‌تواند از احساسی دوست‌داشتنی که به بیلی دارد، منصرف کند و در ادامه فیلم‌نامه بر «فراز و فردای آبی» زن بیلی قصد کشتن سوزان را می‌کند.
اگر همین سکانس را به نوعی دیگر با زندگی اصلی نیکی و دون مقایسه کنیم، می‌بینیم که قصد کشتن نیکی در زندگی اصلی خودش و فارغ از فیلم «بر فراز و فردای آبی» نیز وجود دارد و مانند فیلم «بر فراز و فردای آبی» در زندگی اصلی نیز، نیکی قرار است کشته شود و وقتی زن دون تصمیم به قتل نیکی می‌گیرد، زن بازیگر لهستانی که شاهد این اتفاقات از طریق تلویزیون است، به کمک نیکی می‌آید و همان‌طور که قبلاً در سکانسی دیدیم، همسر دون را می‌کشد. نکته مهم این است که نقش زن بیلی در فیلم و همچنین زن دون هنرپیشه نقش بیلی را یک نفر بازی می‌کند و این بیننده را به اشتباه می‌اندازد و در اصل زنی که در آن سکانس می‌میرد، زن دون است و این واقعاً در زندگی نیکی اتفاق می‌افتد اما در فیلم‌نامه «بر فراز و فردای آبی» زن بیلی هنوز زنده است؛ چرا که ما در ادامه سکانس‌های فیلم «بر فراز و فردای آبی» زن بیلی را می‌بینیم که زنده است و در تعقیب سوزان (نیکی در نقش سوزان) است تا او را بکشد.
وقتی صحنه آن خانه در لهستان و آن چند پیرمرد که از شوهر نیکی می‌خواهند که زنش را که به او خیانت کرده، بکشد و به او اسلحه می‌دهند و وقتی یکی از پیرمردها صندلی را برمی‌دارد و در روبروی دوربین می‌گذارد و بلافاصله با یک کات گرافیکی که به صحنه تئاتر می‌رویم، اشاره به این است که در اصل نفرینی به‌عنوان یک عامل بیرونی وجود ندارد و هر چه اتفاق می‌افتد، افکار پوسیده یک مشت آدم قدیمی و خرافاتی است که به شخص تلقین می‌کنند و وسوسه‌اش می‌کنند تا زنش که به او خیانت کرده را بکشد و این‌گونه به آرامش برسد.
در ادامه، سکانس دیگری از فیلم «بر فراز و فردای آبی» را می‌بینیم. وارد خیابانی در هالیود می‌شویم. سوزان را می‌بینیم که نگران است و زن بیلی در تعقیب اوست. دیگر جریان زندگی سوزان و نیکی که نقش سوزان را بازی می‌کند، کاملاً یکی شده. نیکی هم در فیلم «بر فراز و فردای آبی» و هم در زندگی خودش دارد از دست زنی فرار می‌کند این تعقیب و گریز ادامه پیدا می‌کند تا جایی که همسر بیلی را می‌بینیم که به سمت سوزان حمله می‌کند و پیچگوشتی را در شکم او می‌کند. سوزان در حالی که از بدنش خون می‌رود، خودش را به‌زحمت در پیاده‌رو می‌کشد تا جایی که در جلوی چند گدای خیابانی در پیاده‌رو می‌افتد و بعد از این که خون زیادی از او می‌رود، می‌میرد و این آخرین سکانس فیلم «بر فراز و فردای آبی» است که نیکی در نقش سوزان در آن ایفای نقش می‌کند و وقتی کارگردان از پشت صحنه کات می‌دهد، ما بازیگران دیگر را می‌بینیم که همه بعد از کات کارگردان، صحنه را ترک می‌کنند. اما نیکی از جایش تکان نمی‌خورد؛ طوری که انگار واقعاً مرده است. این تعلیق به عمد از طرف لینچ صورت می‌گیرد؛ چرا؟ چون اگر قرار بود تاریخ تکرار شود و بلایی که سر بازیگران لهستانی فیلم که به‌طرز مشکوکی به قتل رسیدند، دوباره تکرار شود، اینبار نیز باید نیکی در نقش سوزان واقعاً در سکانس آخر مرده بود اما بعد از چندین ثانیه می‌بینیم که نیکی از جایش بلند می‌شود و کارگردان از پشت صحنه می‌گوید: «به افتخار نیکی گریس» و همه عوامل برای نیکی به خاطر بازی بی‌نظریش در این سکانس دست می‌زنند اما نیکی انگار اصلاً در آنجا حضور ندارد او با حالت عجیبی صحنه را ترک می‌کند و وقتی کارگردان برای تمجید بازی نیکی پیش او می‌آید و به نیکی می‌گوید تو بی‌نظیری، نیکی خیلی بی‌اهمیت و گنگ آنجا را ترک می‌کند و می‌رود که در ادامه راه در این دنیای تودرتو این نفرین را بشکند. تمامی سه محور فیلم فقط با این هدف به‌طور موازی با هم تدوین می‌شدند که چگونه می‌شود این نفرین را از بین برد و بودن نیکی در نقش سوزان در فیلم «بر فراز و فردای آبی» یا زندگی واقعی خودش که آن را فراموش کرده بود و در طی فیلم به زحمت قسمت‌هایی از آن را به یاد آورد و همچنین دنیای نفرین‌شده‌ای که در آن اسیر است، همه و همه، دنیایی فراتر از واقیعت (سوررئال) یا سینمای سوررئال است اما اتفاقات افتاده در دنیای سوررئال به کمک نیکی می‌آید که در دنیای واقعی نجات پیدا کند. مثلاً زن لهستانی که در صحنه‌ای به کمک نیکی می‌آید و زن دون را که قصد جان نیکی را کرده بود، می‌کشد، این اتفاق در دنیای سوررئال رخ می‌دهد اما پیامد آن در دنیای واقعی هم هست.
طوری‌که اولاً نیکی زنده ماند و فقط در فیلم «بر فراز و فردای آبی» در نقش سوزان می‌میرد و همچنین زن دون در دنیای واقعی پیش افسر پلیسی می‌رود و به آن افسر می‌گوید که من قرار بود زنی را بکشم و وقتی افسر می‌پرسد با چی می‌خواستی آن زن را بکشی، پیرهنش را بالا می‌زند و پیچگوشتی‌ای را که در شکمش رفته، نشان می‌دهد و وقتی افسر می‌پرسد که چه اتفاقی افتاد، می‌گوید نمی‌دانم؛ فکر می‌کنم هیپنوتیزیم شدم، این همان باور به بالاتر از واقعیت است؛ یعنی «سوررئال».
نیکی ادامه می‌دهد و وقتی به این پی می‌برد که آن مرد عینکی نیست که می‌تواند به او کمک کند، بلکه این خود نیکی است که باید به خودش کمک کند و آن اتاق را ترک می‌کند و در صحنه سینما که آن چیزی را که نیکی بر روی پرده می‌بیند، دقیقاً همان لحظه خودش است، به این اشاره دارد که این دنیا که نیکی در آن قرار دارد، بودن در یک دایره بسته است. راه خروجی ندارد و این دایره بسته تعریفی از نفرین و نفرین‌شده است اما این آخر راه نیست نیکی نباید در مسیری که هدایت می‌شود، حرکت کند؛ چون درون این دایره بسته باقی می‌ماند او باید راهی را برود که خودش پیدا کرده و اعتقاد دارد درست است و وقتی نیکی به این اصل مهم پی می‌برد، آنجا را ترک می‌کند و وقتی به آخرین در می‌رسد که روی آن نوشته شده Axx.n.n، این در درست دری است که نیکی اولین بار از آن رد شده و آن خانه را قبلاً دیده است اما این بار از کشوی در داخل خانه اسلحه‌ای را برمی‌دارد و حرکت می‌کند و وقتی به در شماره ۴۷ می‌رسد (نفرین‌شده)، آن مرد قاتل به سمت او می‌آید تا نگذارد در را باز کند، نیکی با شلیک به او، او را به شکلی نمایشی از بین می‌برد. باز شدن در شماره ۴۷ یعنی شکستن نفرین وقتی در ۴۷ را باز می‌کند و ما از داخل صحنه خرگوش‌ها را می‌بینیم که با باز شدن در، با تعجب به بیرون نگاه می‌کنند و در ادامه حالت صورت نیکی که با دیدن داخل اتاق، دچار آن می‌شود اما واقعاً داخل اتاق ۴۷ چیست؟
در اصل داخل اتاق ۴۷ هیچ چیز نیست. اتاق ۴۷ مانند سایر اتاق‌هاست و هیچ فرقی با ۴۶ یا ۴۸ یا بقیه نمی‌کنند نیکی در پایان این همه راه و گذشتن از این همه در، در آخرین مرحله یک اتاق خالی را می‌بیند و با باز شدن این در به نوعی نفرین شکسته و خودش بر خودش پیروز شده و نیکی با آن زن بازیگر لهستانی ملاقات می‌کند و او را می‌بوسد. آن زن بازیگر لهستانی از آن اتاق آزاد و به پیش شوهر و پسرش برمی‌گردد و آن‌ها را با خوشحالی بغل می‌کند و نیکی وقتی با آن پیرزن همسایه که اول فیلم پیش نیکی آمده بود و با حرف‌های معنی‌داری به نیکی اخطار داده بود که اگر در فردا قرار بگیرد، ماجراهای خوبی برایش اتفاق نمی‌افتد، اینبار وقتی در فرداست، خیلی آسوده نشسته و به نوعی خطایی نکرده است که بخواهد تاوان آن را بدهد.